# Padenstedt
Padenstedt ist eine Gemeinde im Kreis Rendsburg-Eckernförde in Schleswig-Holstein.

## Geografie

### Lage und Nachbargemeinden
Das Gemeindegebiet von Padenstedt erstreckt sich auf dem südlichen Ufer der Stör südwestlich der Stadt Neumünster. Der genannte Flusslauf bildet am Ort einen natürlichen Grenzverlauf zu den beiden Nachbargemeinden Ehndorf sowie der bereits genannten kreisfreien Stadt. Östlich schließt sich ebenfalls das Stadtgebiet von Neumünster an; im Süden bildet der Lauf des Baches Hardebek-Brokenlander Au den Grenzverlauf zu den Gemeinden Großenaspe und Boostedt im Kreis Segeberg. Im Westen schließt sich das Gebiet der Gemeinde Arpsdorf an. Landschaftlich zählt das Gebiet zum Naturraum Holsteinische Vorgeest (Haupteinheit Nr. 698) der schleswig-holsteinischen Geest.

### Gemeindegliederung
Siedlungspunkte im Gemeindegebiet sind in erster Linie das für die Gemeinde namenstiftende Dorf und die Siedlung Padenstedt-Kamp. Der letztgenannte Ortsteil bildet siedlungsgeografisch mit dem Neumünsteraner Stadtteil Wittorf eine Einheit. Daneben umfasst die Gemeinde auch die Häusergruppe Königsmoor sowie insgesamt sieben benannte Hof- bzw. Höfesiedlungen.

## Politik

### Gemeindevertretung
Bei der Kommunalwahl am 14. Mai 2023 wurden insgesamt 13 Sitze vergeben. Die Wählergemeinschaft Padenstedt erhielt neun Sitze und die CDU erhielt vier Sitze.

### Bürgermeister
Den Bürgermeister der Gemeinde, Carsten Bein (seit 2013), stellt die WGP. Erster stellvertretender Bürgermeister ist Jens Beckmann (CDU), zweite stellvertretende Bürgermeisterin ist Ulla von See (WGP).

### Wappen
Blasonierung: „In Silber ein blauer Wellenbalken, begleitet oben von einem bewurzelten grünen Eichbaum, unten von einem roten Hufeisen mit den Stollen nach oben.“

## Kultur und Sehenswürdigkeiten
In der Liste der Kulturdenkmale in Padenstedt stehen die in der Denkmalliste des Landes Schleswig-Holstein eingetragenen Kulturdenkmale.

### Vereine
In der Gemeinde gibt es mehrere Vereine:
- SG Padenstedt zahlreichen Sportarten
- Angelverein Stör Padenstedt von 1985
- Jagdverein
- Renaturierungsverein Padenstedt (Der Verein unterstützt aktiv die Renaturierung der Stör durch das Anlegen von Mäandern.)
- Unternehmerverein Wir – Die Padenstedter
- Hundesportfreunde Nord e. V.
- Wheelfire e. V.
- eine 1927 gegründete Feuerwehr; mit Kinderfeuerwehr (ab 6 Jahre) und Jugendfeuerwehr (ab 10 Jahre)

### Museum
Das Naturmuseum wird vom „Renaturierungsverein Padenstedt“ unterhalten.

## Wirtschaft und Infrastruktur
Die Gemeinde ist überwiegend landwirtschaftlich geprägt. Bekannte und beliebte Orte für Gäste und Einwohner sind
- Pony Park Padenstedt
- Campingplatz Forellensee
- Café Altes Rauchhaus
- Bürgerstuben im Gemeindezentrum

Für Gäste gibt es darüber hinaus noch einige Übernachtungsmöglichkeiten (Monteurzimmer, Bed and Breakfast, Ferienwohnungen und Pensionszimmer).

### Bildung
In der Gemeinde ist eine Kindertagesstätte ansässig. Träger ist der Schulverband Wasbek. Grundschüler besuchen i. d. R. die Grundschulen in Wasbek oder Neumünster-Wittorf. Die nächstgelegenen weiterführenden Schulen befinden sich in Neumünster.

### Verkehr
Östlich verläuft die Bundesautobahn 7 von Hamburg nach Neumünster, nördlich die Bundesstraße 430. Padenstedt liegt an der Bahnstrecke Hamburg-Altona–Kiel.

## Bilder

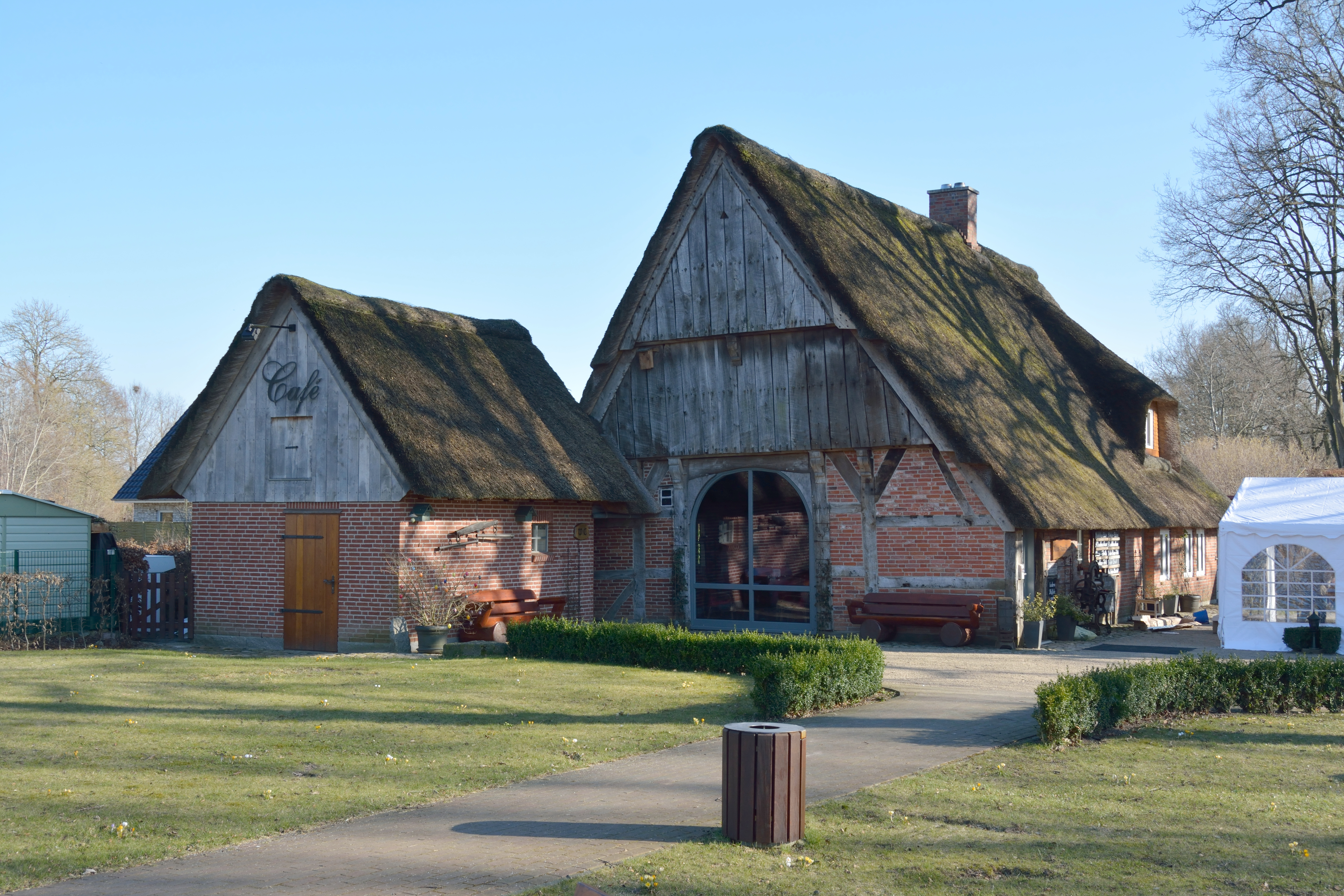
Das Fachhallenhaus ist ein Kulturdenkmal.
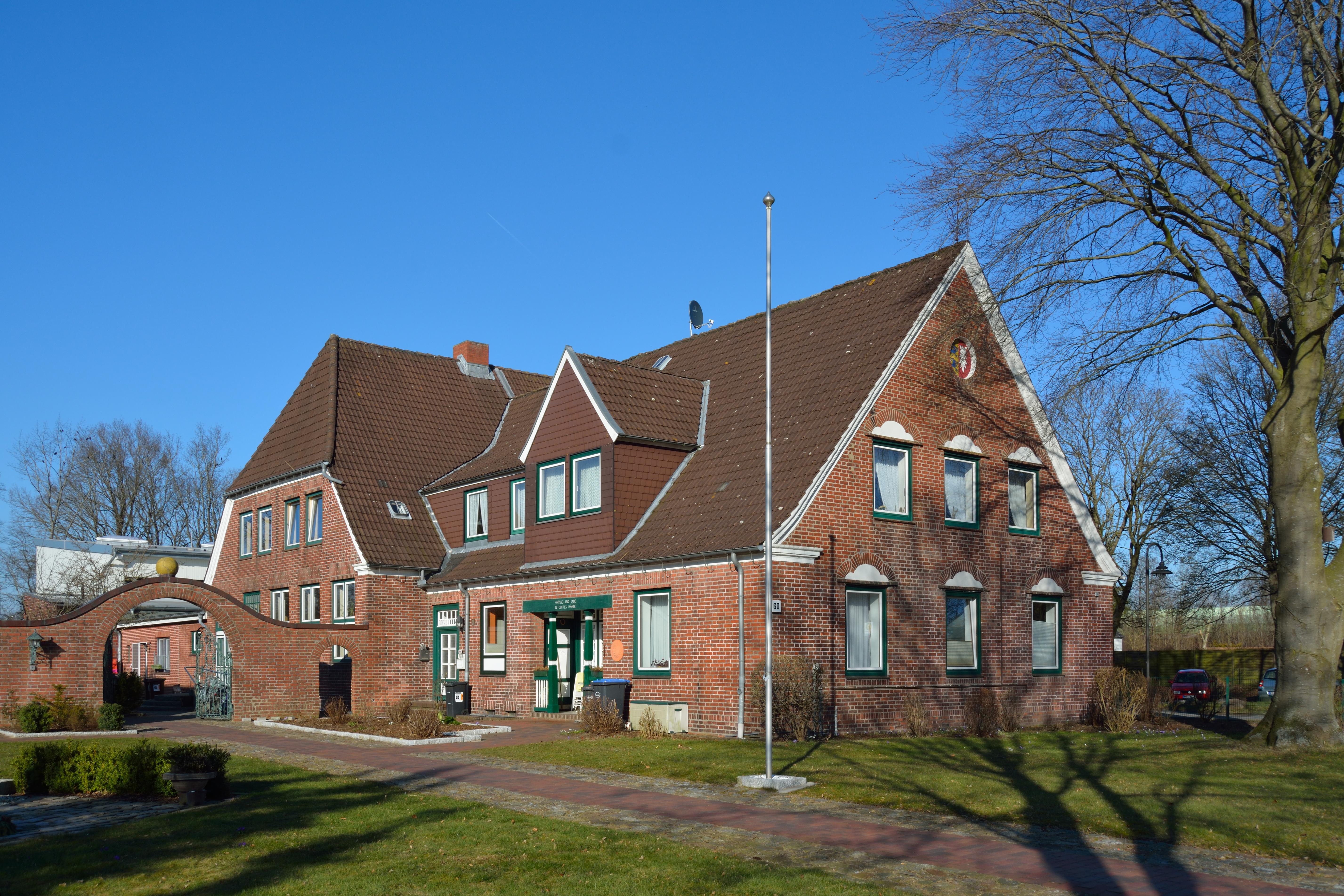
Impressionen aus Padenstedt
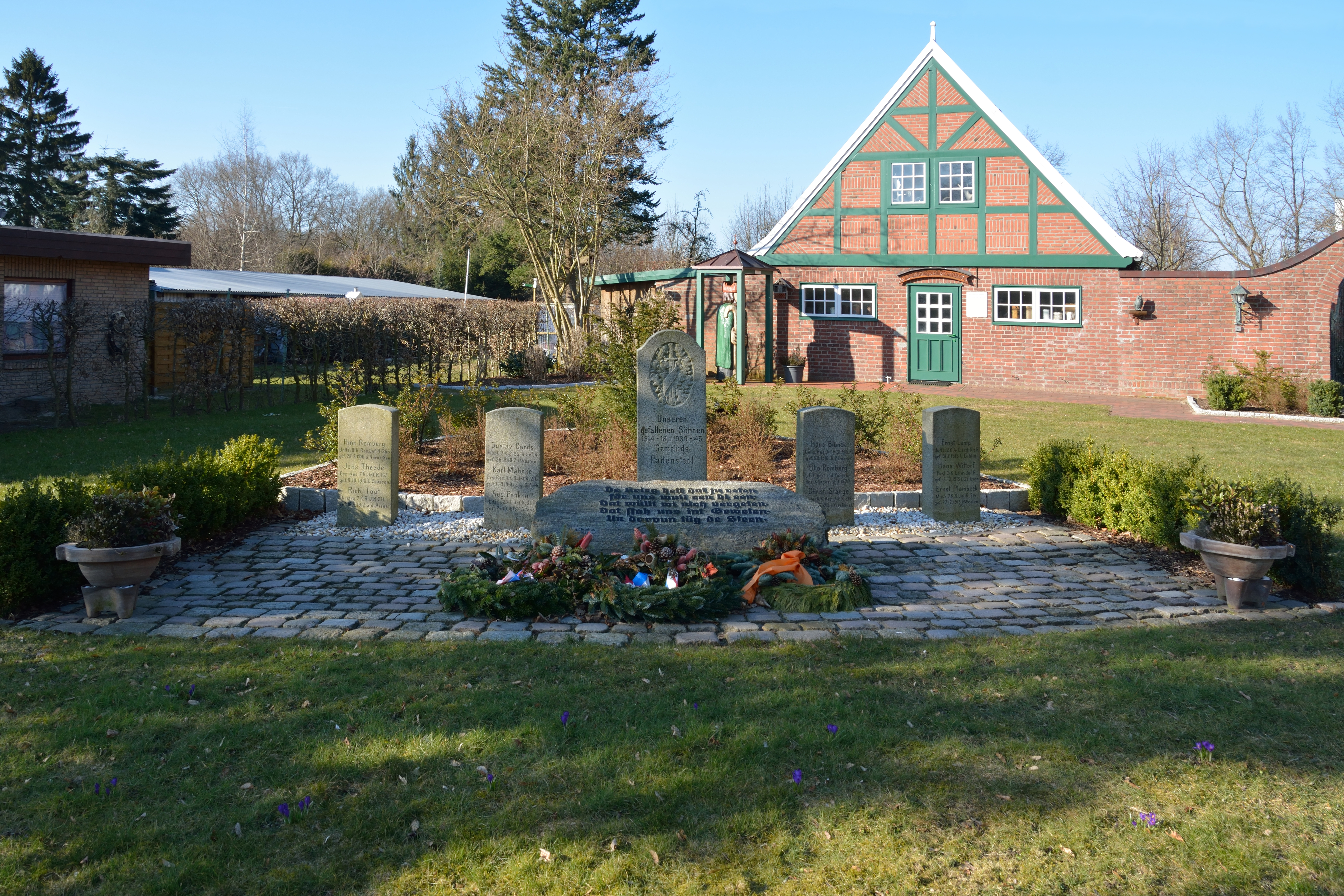
Museum und Ehrenmal
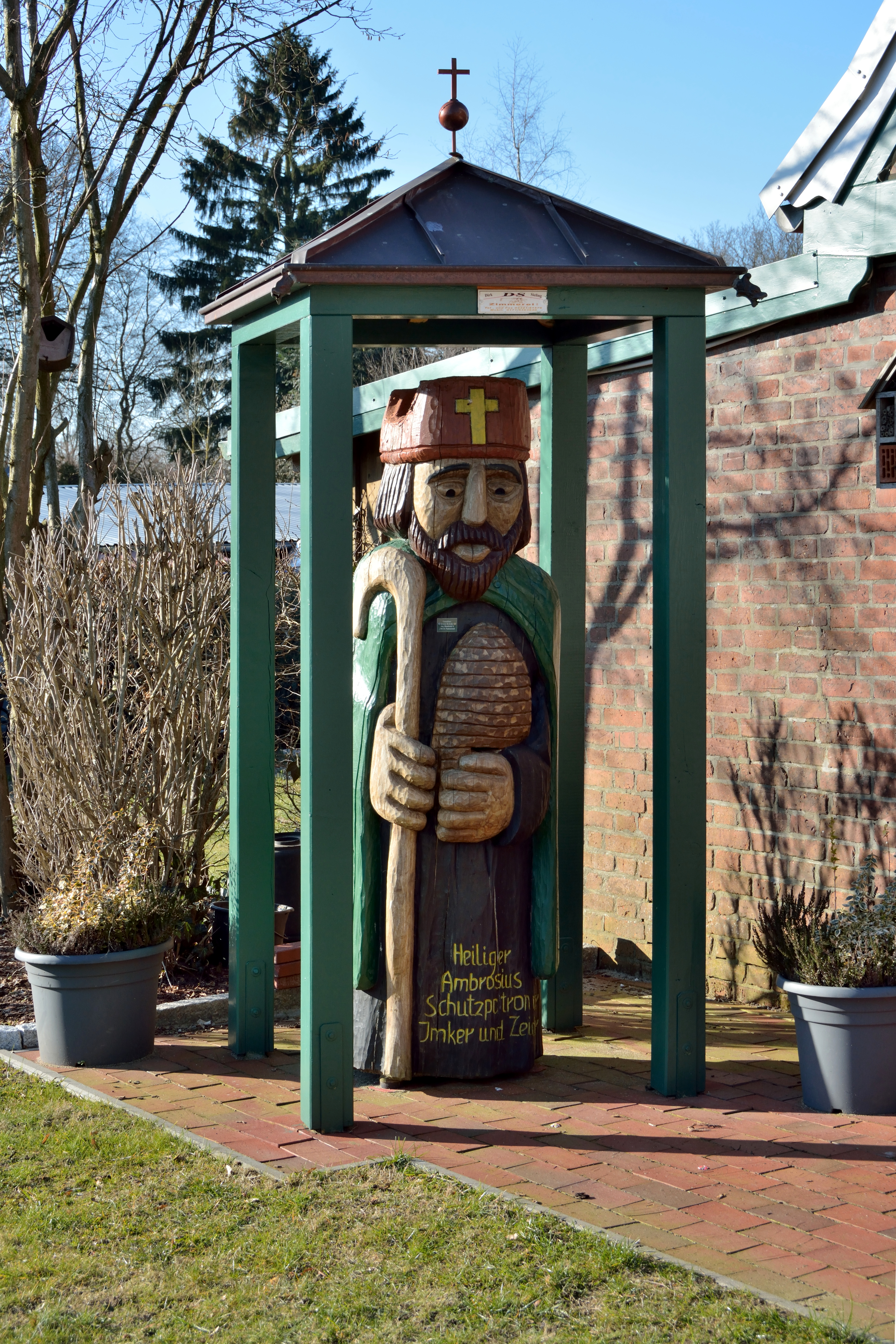
Der heilige Ambrosius vor dem Museum